# Greg Phillinganes
Gregory Arthur "Greg" Phillinganes, ameriški klaviaturist, vokalist, studijski glasbenik in skladatelj, * 12. maj 1956, Detroit, Michigan, Združene države Amerike.
Greg Phillinganes je ameriški klaviaturist, vokalist, skladatelj in studijski glasbenik, ki deluje v Los Angelesu, Kalifornija. Kot studijski glasbenik je Phillinganes sodeloval pri snemanju številnih albumov številnih izvajalcev in zvrsti. Koncertiral je z znanimi glasbenimi izvajalci kot so Stevie Wonder, Eric Clapton in Toto, bil je tudi glasbeni direktor Michaela Jacksona, izdal pa je tudi dva solo albuma.

## Biografija
Gregory Arthur Phillinganes se je rodil 12. maja 1956 v Detroitu, Michigan. Že kot dvoleten je Phillinganes začel igrati na sosedov klavir, nekaj let kasneje pa mu je mati kupila klavir. Klavirja se je učil pri različnih učiteljih, nato pa mu je mati pripeljala učitelja Misha Kotlerja, ki je sicer kot pianist igral v Detroitskem simfoničnem orkestru. Kotler je Phillinganesu predstavil disciplino in tehniko, ki se jo je Phillinganes naučil do potankosti. Phillinganes je izpostavil Kotlerja kot zaslužnega za svojo pravilno držo rok in gibčno igranje.
Phillinganesa je odkril Stevie Wonder potem, ko mu je bobnar Ricky Lawson dal kaseto z instrumentalnimi priredbami njegovih skladb, ki jih je posnel Phillinganes. Phillinganes je nato opravil avdicijo za Wonderjevo spremljevalno skupino in skupaj z njim igral od leta 1976 do 1981.
Leta 1978 se je začelo tridesetletno obdobje sodelovanja med Phillinganesom ter Michaelom Jacksonom in skupino The Jacksons. Phillinganes je aranžiral njihov album Destiny iz leta 1978, na albumu Triumph iz leta 1980 pa je igral klaviature. V tem času se je zelo zbližal z družino Jackson. Sodeloval je na vsakem solo albumu Michaela Jacksona, naslovno skladbo Jacksonovega albuma Thriller pa Phillinganes označuje kot tipičen primer svojega dela. Čeprav je bil Phillinganes plačan kot studijski glasbenik za svoje prispevke k albumu Thriller, ki je najbolje prodajan album vseh časov, je Phillinganes dejal, da nihče izmed glasbenikov, ki so sodelovali pri snemanju tega albuma niso prejeli licenčnin. Phillinganes je bil tudi glasbeni direktor Jacksonovih turnej »Bad« in »Dangerous«, kot tudi koncertov »Michael Jackson: 30th Anniversary Special«.
Leta 1981 je Phillinganes izdal svoj prvi solo album Significant Gains. Recenzor časopisa The Boston Globe, Richard Cromonic, je dejal, da je na glasbo z albuma vplival Stevie Wonder, pohvalil pa je kreativnost pri skladbah. Kritiziral je besedila, ki so po njegovem mnenju premalo kreativna, poleg tega pa je še dejal, da je album Significant Gains mogoče preblizu Wonderjevemu zvoku. Čeprav album ni bil zelo uspešen je skladba »Baby, I Do Love You« postala manjši hit. Čez tri leta je Phillinganes izdal naslednji album Pulse, na katerem je izšel manjši hit »Behind the Mask«, sicer priredba istoimenske skladbe skupine Yellow Magic Orchestra. Singl je bil bolj uspešen na lestvicah plesne glasbe. Ko se je Phillinganes kasneje pridružil spremljevalni skupini Erica Claptona, je singl predstavil Claptonu, ki ga je priredil in izdal na svojem albumu August, ki je izšel leta 1986. Poleg svojih solo posnetkov in sodelovanja z Ericom Claptonom, je Phillinganes postal znan kot studijski glasbenik, ki je sodeloval z mnogimi znanimi izvajalci. S studijskim delom se ukvarja še danes.
Poleg Stevieja Wonderja, je Phillinganes sodeloval z mnogimi glasbeniki kot so Bee Gees, Donna Summer, Anita Baker, George Benson, Eric Clapton, Donald Fagen, Aretha Franklin, Patti LaBelle, Michael Jackson, Richard Marx, Paul McCartney, Al Jarreau, Quincy Jones in Stevie Nicks. Leta 1995 je igral na albumu Joan Armatrading, What's Inside. Leta 2005 je Phillinganes pri skupini Toto na turnejah začasno nadomestil Davida Paicha. Kmalu je postal polnopravni član zasedbe in je s skupino posnel album Falling in Between. Član skupine je ostal do prekinitve njenega delovanja leta 2008. Ko se je leta 2010 skupina ponovno formirala, je Phillinganesa zamenjal originalni klaviaturist skupine Steve Porcaro.
Phillinganes je bil glasbeni direktor svetovne turneje Cirqua du Soleil "Michael Jackson: The Immortal World Tour" ves čas trajanja turneje od leta 2011 do 2014. Leta 2014 in 2015 je sodeloval s Steviejem Wonderjem na njegovi turneji »Songs in the Key of Life Tour«.

## Zasebno življenje
Phillinganes je brat R&B glasbenice Carrie Lucas.

## Diskografija

### Solo
- Significant Gains (1981)
- Pulse (1984)

### Michael Jackson
- Off the Wall (1979)
- Thriller (1982)
- Bad (1987)
- Dangerous (1991)
- HIStory: Past, Present and Future, Book I (1995)
- Blood on the Dance Floor: HIStory in the Mix (1997)
- Michael Jackson's This Is It (2009)
- Michael (2010)
- Immortal (2011)
- Bad 25 (2012)

### The Jacksons
- Destiny (1978)
- Triumph (1980)

### Toto
- Falling in Between (2006)
- Falling in Between Live (2007)

### Eric Clapton
- Behind the Sun (1985)
- August (1986)
- Eric Clapton & Friends: Live 1986 (1986)
- Journeyman (1989)